# Dynamine pieridoides
Dynamine pieridoides är en fjärilsart som beskrevs av Felder 1867. Dynamine pieridoides ingår i släktet Dynamine och familjen praktfjärilar. Inga underarter finns listade i Catalogue of Life.